# Blissful Time
『Blissful Time』（ブリスフル・タイム）は、2022年4月4日から2024年3月28日までZIP-FMで放送されていたラジオ番組。

## 概要
2022年春に行われた大規模改編の一環として、同年3月まで放送されていた『J-BREAK』を一新し、同年4月4日に放送開始。ナビケーターは豊川市出身の小林拓一郎を起用。
気になる話題や、誰かに話したくなるような話題などを音楽とともに届ける。番組タイトルの「Blissful Time」は、日本語で「至福の時間」を意味する。
番組ハッシュタグは「#ブリタイ」。

## 出演者
ナビゲーター
- 小林拓一郎

代打ナビゲーター
- BANTY FOOT JUN（2022年9月19日・20日・2024年2月1日）
- 中川大輔（2022年9月21日・22日・2024年1月31日）
- 白井奈津（2023年2月13日・15日）
- AZUSA（2023年2月14日・16日）
- 若林詩恩（2023年2月13日 - 16日）
- MEGURU（2023年7月18日）
- 澤田修（2023年7月19日・2024年1月29日）
- SEAMO（2024年1月30日）

## 主なコーナー
POWER CHARGE（サーフボードプログラム）
ナビゲーターの小林が気になる話題を紹介する。
DUNK THE SPORTS 
最新のスポーツニュースの他、スポーツに関するリスナーからのメッセージや、シーホース三河の選手からのメッセージも紹介する。
タクちゃんのできるかな? → Takuchan Do It!
リスナーから番組終了前の約1分で出来そうなチャレンジを募集し、小林が実行するコーナー。
POish time（月曜）
「〇〇っぽい××なのか｣、｢××っぽい〇〇なのか｣を当てて“ぽい力”を磨いていくコーナー。
Quiz Hi! Mr.Kobayashi（火曜）
小林姓が日本の苗字ランキング9位であることに因んで、様々なランキングの9位をクローズアップするコーナー。
3 Song words（水曜）
洋楽ソングを1曲ピックアップし、その歌詞に使われている3つの言葉を使って小林が物語を紡ぐコーナー。
Today's FULL POWER TIMES!（木曜）
小林が気になるニュースをフルパワーで紹介するコーナー。
など